# Guido d'Arezzo
(Donizone di Canossa, "Vita Mathildis")
Guido Monaco, o Guido Pomposiano, meglio noto come Guido d'Arezzo (Ravenna o Arezzo, 991/992 circa – tra il 1045 e il 1050), è stato un teorico della musica e monaco cristiano italiano.
Fu un importante teorico musicale ed è considerato l'ideatore della moderna notazione musicale, con la sistematica adozione del tetragramma, che sostituì la precedente notazione adiastematica. Il suo trattato musicale, il Micrologus, fu il testo di musica più diffuso del Medioevo, dopo i trattati di Severino Boezio.

## Biografia
Guido nacque attorno al 991/992. Il luogo della sua nascita non è certo: Ravenna ed Arezzo si contendono i suoi natali; egli stesso afferma di essere nato nel territorio di Codigoro ("in pago pomposiano exhortus").
Tra il 1026 e il 1032, papa Giovanni XIX lo invitò a Roma affinché gli spiegasse la sua opera.
Fu monaco benedettino camaldolese sin dal 1013, quando iniziò il percorso nell'abbazia di Pomposa, sulla costa Adriatica vicino a Ferrara, quando priore era il monaco Martino ed abate era Guido degli Strambiati, diventato poi San Guido, che governò il monastero dal 1008 al 1046. 
Notizie sulla sua permanenza a Pomposa si ricavano dalla lettera che Guido Monaco scriverà poi all’amico monaco Michele, in cui lo chiamerà “dolcissimo fratello”, San Guido “padre mio e parte dell’anima mia” e il priore Martino “mio grande sostegno“.
Proprio a Pomposa iniziò la sua vocazione per la musica, quando gli venne dato l'incarico di curare l'insegnamento della musica ai più giovani. Con questo ruolo si rese conto delle difficoltà che il metodo in atto aveva nell'apprendere e ricordare i canti della tradizione gregoriana e la ritmica della musica. Prima della riforma di Guido era necessario che il maestro facesse udire la melodia e gli allievi l’apprendessero con continue e laboriose ripetizioni. I neumi erano indicati sulle singole sillabe del testo come semplici segni convenzionali, senza alcuna indicazione di grado e di intervallo tra una nota e l'altra.
Per risolvere questo problema, ideò e adottò un metodo d'insegnamento completamente nuovo, che lo rese presto famoso in tutta Italia. 
Guido trovò la maniera di scrivere i neumi in modo tale che chiunque, senza l'ausilio del maestro e senza impiegare molto tempo, potesse leggere, capire ed interpretare gli intervalli dei toni e dei semitoni.
La scoperta di Guido rappresentava una vera rivoluzione e l'Abate Guido Strambiati era consapevole del suo valore, ma i monaci pomposiani, ad eccezione di pochi, erano tenacemente legati alla vecchia tradizione, così, irriducibili, sollevarono proteste e fomentarono avversione contro il geniale innovatore, che fu costretto ad andarsene. L’abate Guido, non fu in grado di sedare le inquietudini conservatrici se non agevolando l'esilio di Guido ad Arezzo, dove era vescovo Teodaldo, suo amico.
In proposito Guido scriveva all'amico monaco di Pomposa, Michele: «Maledetta sia sempre l'invidia che dal Paradiso terrestre fino ai nostri giorni toglie agli uomini la pace».
Per fortuna di Guido Monaco, Arezzo, pur priva di un'abbazia, aveva una scuola di canto pronta a essere rinnovata. Qui giunto, si pose sotto la protezione del vescovo Tedaldo, cui dedicò il suo famoso trattato, il Micrologus.
Dal 1025 Guido insegnò musica e canto nell'antica sede della cattedrale di Arezzo, situata al Colle del Pionta, fuori le mura della città. Qui ebbe modo di inventare e applicare la moderna notazione musicale. Per aiutare i cantori, Guido usò le sillabe iniziali di ciascun emistichio della prima strofa saffica dell'inno Ut queant laxis di Paolo Diacono per denotare gli intervalli dell'esacordo musicale:
le meraviglie delle tue gesta
sciogli il difetto del labbro debole, San Giovanni»
(Paolo Diacono, Versus in laudem sancti Iohannis Baptistae, 1-4)
Da qui vennero i nomi delle note Ut - Re - Mi - Fa - Sol - La. 

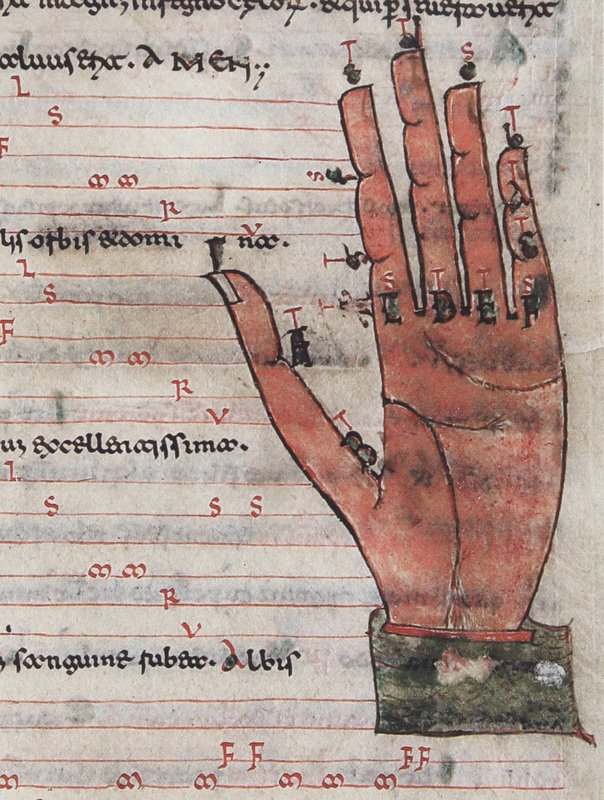
La mano guidoniana

In questo modo Guido pose le basi del sistema teorico detto solmisazione (la prima forma di solfeggio). Il suo sistema non era usato per indicare l'altezza assoluta dei suoni, che erano indicati con il sistema alfabetico già esistente, ma per collocare al posto giusto il semitono tra il mi e il fa nella melodia; ciò significa, ad esempio, che il nome "ut" era assegnato non solo alla nota che oggi chiamiamo "do" (anzi, l'ut più grave della scala in uso fino al Rinascimento era in realtà un sol). Solo nel XVII secolo i nomi del sistema guidoniano furono associati alle altezze assolute, dopo che alla fine del XVI secolo era stato aggiunto un nome per il settimo grado della scala, "Si", dalle iniziali di "Sancte Iohannes". Si decise anche, per eufonia, di sostituire "ut" con "do"; tale decisione è in genere attribuita al teorico Giovanni Battista Doni, che avrebbe usato la prima sillaba del suo cognome, ma in realtà la sillaba "Do" è usata per indicare la prima nota già in un testo di Pietro Aretino risalente al 1536, molto prima della nascita di Doni. La notazione di Guido ha sostituito nei paesi latini la notazione alfabetica (in francese la prima nota è ancor oggi chiamata "Ut"), che è invece rimasta in uso in area tedesca e anglosassone (dalla "A" alla "G").

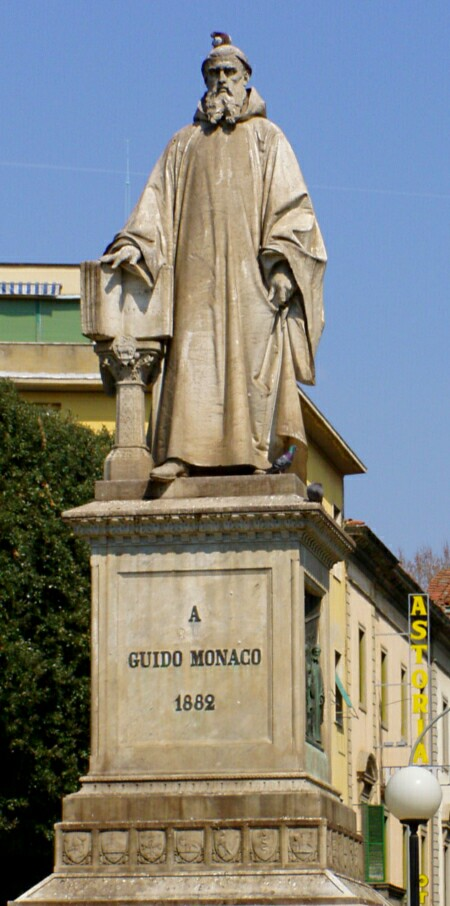
Statua a Guido Monaco, di Salvino Salvini, nella piazza omonima ad Arezzo

Guido codificò inoltre il modo di scrivere le note (notazione) definendone le posizioni sulle linee e negli spazi del rigo musicale e proponendo un sistema unificato per scriverle (usando, per la testa della nota, un quadrato, che sarebbe poi diventato un rombo e infine un ovale). Il rigo di Guido aveva quattro linee ed era perciò detto tetragramma (a differenza del moderno pentagramma, introdotto da Ugolino Urbevetano da Forlì). A Guido si deve inoltre l'invenzione di un sistema mnemonico, la mano guidoniana, per aiutare l'esatta intonazione dei gradi della scala o esacordo. Oltre che nel citato Micrologus, egli espose tali innovazioni in epistole e trattati: tra queste, degne di menzione sono la Epistola "ad Michaelem de ignoto cantu", il "Prologus in Antiphonarium" e le "Regulæ rithmicæ". Non è chiaro quali delle innovazioni attribuite a Guido fossero concepite a Pomposa e quali ad Arezzo, perché l'antifonario che scrisse a Pomposa è andato perduto.
La notorietà che la diffusione del Micrologus gli diede fece sì che Guido fosse invitato a Roma da papa Giovanni XIX. Pare che il monaco vi si recasse nel 1028, soggiornando al Laterano e illustrando alla curia papale le novità che aveva introdotto; tornò però presto ad Arezzo a causa della sua salute cagionevole. Dopo questa data si hanno meno notizie certe di Guido, tra cui quella del completamento del suo antifonario attorno al 1030, che però è andato perduto. Inoltre, le cronache dell'ordine camaldolese e alcuni documenti presso l'Archivio Segreto Vaticano lo indicano come priore presso il monastero di Fonte Avellana tra il 1035 e il 1040, anni in cui Pier Damiani indossava l'abito monastico e di cui Guido divenne amico. In questo celebre monastero, Guido portò a compimento il suo Codice Musicale, poi denominato NN o Codice di Fonte Avellana, ancora oggi conservato nella vasta biblioteca di quell'importante monastero. Dal 1040 al 1050 Guido fu poi priore del monastero di Pomposa, dove aveva maturato la sua vocazione monastica ed aveva vissuto i primi anni come monaco. Dal 1040 al 1042, Guido volle con sé a Pomposa l'amico Pier Damiani (oggi santo), affidandogli la mansione di maestro dei monaci e dei novizi. 
La data della sua morte si colloca fra il 1045 e il 1050.

## Opere
Guido Monaco fu autore, tra le altre, delle seguenti opere:
- Micrologus de disciplina artis musicæ (circa 1025-1026)

Opera principale di Guido per quanto riguarda i suoi studi di teoria musicale. È dedicata a Teodaldo, vescovo di Arezzo dal 1023. Vi si adotta una notazione musicale alfabetica in cui le lettere (dalla A alla G) si ripetono di ottava in ottava. Il destinatario dell'opera è lo studioso di musica.
- Regulæ rythmicæ

Opera in versi che contiene regole di teoria musicale. La scelta della scrittura in versi era finalizzata a facilitare la memorizzazione del contenuto da parte dei cantori.
- Prologus in Antiphonarium

È l'introduzione a un libro liturgico-musicale perduto, che usava la notazione su rigo. I neumi erano posti su un numero di linee variabile secondo l'estensione del brano. L'altezza delle note poteva essere decifrata a partire dalle chiavi poste all'inizio del rigo (in genere, chiave di Do e chiave di Fa).
- Epistola ad Michaelem de ignoto cantu

È una lettera che Guido scrisse da Arezzo entro il 1032 all'amico Michele, monaco presso l'Abbazia di Pomposa. Essa può essere divisa in tre sezioni: la prima è autobiografica; la seconda tratta del metodo di Guido per insegnare il canto a prima vista; la terza sembra una versione in prosa delle Regulæ rythmicæ ed è forse un'aggiunta inserita in una delle prime copie.

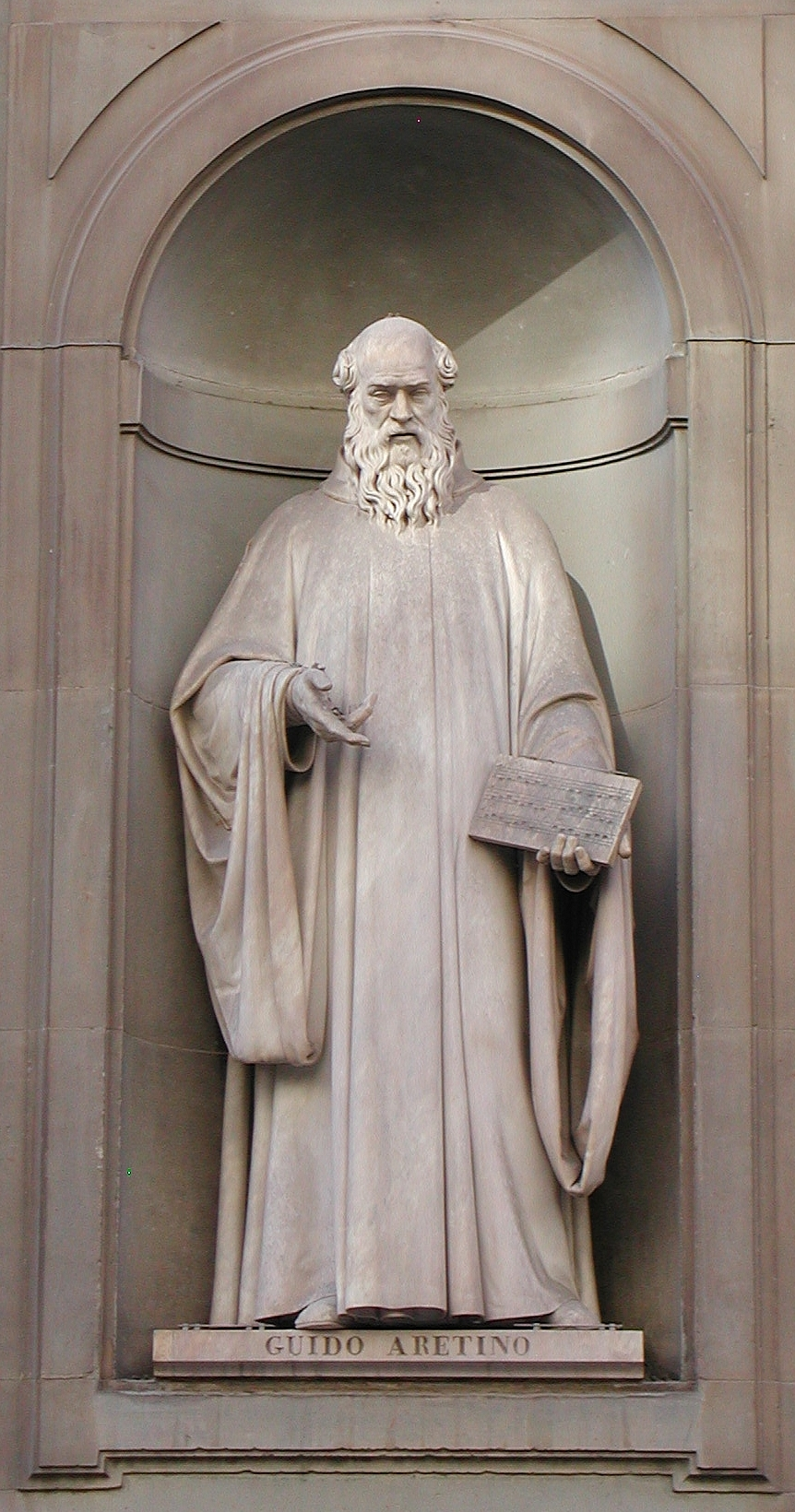
Statua di Guido Monaco nel Piazzale degli Uffizi, di Lorenzo Nencini

## Beatificazione
La beatificazione di Guido d'Arezzo dopo la sua morte è incerta. Fu indicato come Beato anche da Donizone di Canossa nella Vita Mathildis. Alcune cronache lo danno per beatificato subito dopo la morte, ma non è certo. Le notizie sul suo culto sono datate dal XVI secolo in poi, come pure ogni menzione nei martirologi dell'Ordine.

## Intitolazioni
- Una sua statua, scolpita da Salvino Salvini, è collocata al centro dell'omonima piazza ad Arezzo;
- una sua statua, scolpita da Lorenzo Nencini, è in una nicchia del Piazzale degli Uffizi a Firenze;
- una piazza di Bruxelles;
- In diverse località italiane, come Roma e Milano, gli è stata intitolata una via;
- un conservatorio musicale a La Norville e un coro nell'Abbazia di Solesmes;
- ad Arezzo, dal 1809 la banda cittadina si chiama "Filarmonica Guido Monaco"[9];
- sempre ad Arezzo, porta il suo nome una Fondazione che dal 1952 organizza un importante Concorso polifonico[10]. Esso si articola in: Concorso Polifonico Internazionale, Concorso Polifonico Nazionale, Concorso Internazionale di Composizione. La Fondazione Guido D'Arezzo celebra ogni 21 giugno la «Giornata universale della musica dedicata a Guido d'Arezzo», in occasione della festa della musica e il «Premio musicale "Guido D'Arezzo"»;
- il formato di notazione musicale computerizzata Guido prende nome dal monaco;
- Gli è stato intitolato il cratere Guido d'Arezzo sul pianeta Mercurio.